# Queensrÿche
Queensrÿche (uttalas: kwi:nzrajk) är ett amerikanskt progressivt metalband som bildades i Bellevue i delstaten Washington 1982. Bandet fick ett internationellt genombrott med sitt konceptalbum Operation: Mindcrime (1988), samt deras efterföljande Empire (1990) som blev en stor kommersiell framgång. Bandets futuristiska musik toppat med originalsångaren Geoff Tates kraftfulla och emotionella röst gav bandet ett unikt sound inom progressiv hårdrock. Bandet har sålt över 20 miljoner album världen över.

## 1983–1990
1983 släpptes deras första EP, den självbetitlade Queensrÿche som satte bandet på kartan. Sångaren Geoff Tate hyllades som en av världens mest framstående sångare med sin kraftfulla tenor. Bandet byggde vidare upp en stark och lojal fanskara med de efterföljande släppen The Warning och Rage for Order.  
1984 turnerade Queensrÿche som förband åt Dio, och spelade tre spelningar i Sverige; 10 oktober på Olympen i Lund, 12 oktober på Scandinavium och dagen efter på Johanneshovs isstadion. 6 december 1986 spelade Queensrÿche som förband till Bon Jovi på Johanneshovs isstadion.
1988 släppte de konceptalbumet Operation: Mindcrime som hyllades i pressen och som retrospektivt sett är deras mest kända och uppskattade verk. Samma år turnerade Queensrÿche som förband åt Metallica, och spelade 17 oktober 1988 i Solnahallen och 19 oktober i Frölundaborg.

## 1990–1997
Med 1990 års album Empire fick bandet sitt stora kommersiella genombrott, tack vare bland annat singeln Silent Lucidity, med orkesterarrangemang av Michael Kamen. Bandets musikvideos visades flitigt på MTV, och Silent Lucidity vann i kategorin "Viewer's choice" på MTV Video Music Awards 1991, och singeln blev även Grammy-nominerad.
Den efterföljande turnén Building Empires blev en stor succé där de spelade hela Operation: Mindcrime i en följd, något de inte haft möjlighet att göra innan på grund av begränsad speltid, samt valda låtar ifrån övriga plattor. Turnén som huvudband nådde däremot inte Skandinavien. Queensrÿche fortsatte att turnera året därpå och medverkade på Monsters of Rock-turnén som nådde Gentofte i Danmark 10 augusti 1991, tillsammans med Metallica och AC/DC.
Efter att framgångsrikt medverkat på MTV Unplugged 1992, var bandmedlemmarna utarbetade efter nästan två års turnerande, och tog en längre paus. 
Queensrÿche gjorde sedan comeback och bidrog med låten "Real World" till filmen Den siste actionhjälten 1993, och släppte 1994 det mörka albumet Promised Land. Dess efterföljande turné hade ett flertal teatraliska inslag och 26 februari 1995 spelade Queensrÿche på Cirkus i Stockholm.
Queensrÿche sökte sedan efter en ny musikalisk inriktning, mer llkt den hårdrock som hade slagit igenom kommersiellt från Seattle-baserade band som Alice in Chains och Pearl Jam. Men Hear in the Now Frontier som släpptes 1997, sålde sämre än föregående album, skivbolaget gick i konkurs,  och låtskrivaren DeGarmo meddelade att han lämnade bandet. DeGarmo skulle senare börja att arbeta som pilot. 

## 1999–2011
DeGarmo ersattes av Kelly Gray som medverkade på Q2K som släpptes 1999. När Gray slutade efter releasen av liveplattan Live Evolution återkom DeGarmo och gjorde en kort sejour i bandet under inspelningen av Tribe 2003. Han lämnade dock bandet direkt efteråt och ersattes av Mike Stone. 
7 juni 2003 spelade bandet på Sweden Rock Festival. 2004 spelade Queensrÿche 3 spelningar i Sverige; 7 juli på Kulturbolaget i Malmö, dagen efter på Trädgårn i Göteborg och den 10 juli på Klubben i Fryshuset Stockholm.
2006 släpptes Operation: Mindcrime II som, precis som titeln antyder, är en uppföljare till tidigare nämnda album. Skivan och den efterföljande turnén där bandet spelade Operation: Mindcrime 1 och 2 i en följd blev en enorm succé. 2007 släppte man ett album med covers betitlat Take Cover där man bl.a. tolkade The Police och Peter Gabriel. 
Våren 2009 släppte man singeln "If I Were King" som ett smakprov inför kommande albumet American Soldier. Skivans koncept baserades på intervjuer med amerikanska soldater och deras upplevelser i krig. Albumet släpptes den 31 mars 2009, och på efterföljande turnén spelade man förutom låtar ifrån den nya skivan sviter ifrån albumen Rage for Order och Empire. 
3 februari 2009 berättade Mike Stone att han slutade i bandet för att satsa på sina andra sidoprojekt och 20 februari samma år gick bandet ut på sin hemsida med nyheten att Stones ersättare var Parker Lundgren som senast spelat med Geoff Tate i dennes soloband. I juni 2011 släpptes albumet Dedicated to Chaos, som enligt Tate var en blandning av musikaliska experiment, förankrat med pulsen på det digitala. Bandet firade även 30 år, och återkom till Sweden Rock Festival 9 juni samma år. 

## 2012 – nutid
I maj 2012 kom nyheten att Wilton, Rockenfield och Jackson, tillsammans med Parker Lundgren och sångaren Todd La Torre (Crimson Glory) hade bildat ett nytt band kallat Rising West. 8-9 juni 2012 spelade bandet två konserter på Hard Rock Café i Seattle där de enbart spelade låtar från de fem första Queensrÿche-albumen. 20 juni kom nyheten att Queensrÿche och originalsångaren Geoff Tate hade gått skilda vägar. Bandet plus La Torre kom att fortsätta under namnet Queensrÿche.
1 september 2012 annonserade Geoff Tate å sin sida att även han kom att fortsätta under namnet Queensrÿche. Nya medlemmar var Rudy Sarzo, Bobby Blotzer, Glen Drover, Kelly Gray och Randy Gane. 2013 släppte Tate albumet "Frequency Unknown" med sitt Queensrÿche som skulle bli det enda, och samma år släpptes albumet "Queensrÿche", det första albumet med Todd La Torre som sångare.
2014 förlorade Tate rätten till namnet Queensrÿche i ett tvistemål till de andra, efter det bytte han namnet på sitt band till Operation: Mindcrime efter albumet med samma namn.
2017 tog Scott Rockenfield en paus ifrån bandet av familjeskäl och ersattes då av Casey Grillo (ex-Kamelot). I efterhand har detta dock utmynnat i en konflikt mellan Rockenfield och de kvarvarande originalmedlemmarna Wilton och Jackson där den förstnämnde 2021 stämt de sistnämnda för kontraktsbrott. På albumet ”The Verdict” (2019) spelade istället bandets sångare La Torre trummor. 
2021 valde Parker Lundgren att lämna bandet för att satsa på sin gitarrbutik. Han ersattes då av tidigare gitarristen Mike Stone som återvände till bandet. 2022 släpptes det fjärde albumet med sångaren Todd La Torre; "Digital Noise Alliance". 

## Medlemmar
Nuvarande medlemmar

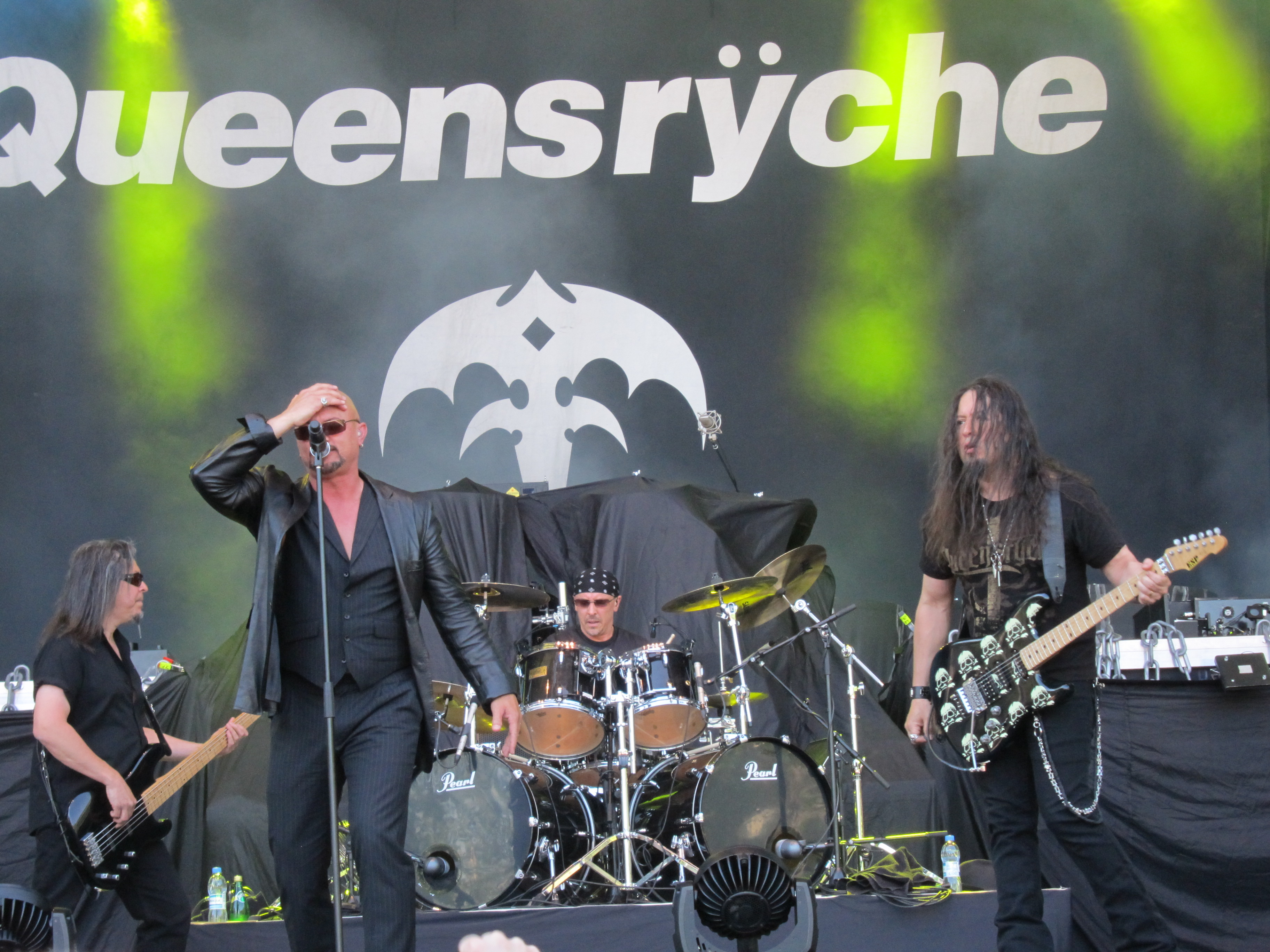
Queensrÿche live i Tammerfors, Finland 2011.

- Eddie Jackson – basgitarr, sång (1982– )
- Casey Grillo – trummor (2017-)
- Michael Wilton – gitarr (1982– )
- Mike Stone – gitarr, sång (2003–2009, 2021-)
- Todd La Torre – sång (2012– )

Tidigare medlemmar
- Geoff Tate – sång (1982–2012)
- Chris DeGarmo – gitarr (1982–1997, 2002–2003)
- Scott Rockenfield - trummor (1982-2017)
- Kelly Gray – gitarr (1998–2002, 2012)
- Parker Lundgren – gitarr (2012– 2021)

Turnerande medlemmar
- Pamela Moore – sång
- Randy Gane – keyboard (1986–1987)
- Parker Lundgren – gitarr (2009–2012)
- Anthony "Kenny" Bender – gitarr, keyboards, bakgrundssång (2009)
- Jason Ames – keyboard, sång, gitarr (2009–2011)

## Diskografi

### Studioalbum
- 1984 – The Warning
- 1986 – Rage for Order
- 1988 – Operation: Mindcrime
- 1990 – Empire
- 1994 – Promised Land
- 1997 – Hear in the Now Frontier
- 1999 – Q2K
- 2003 – Tribe
- 2006 – Operation: Mindcrime II
- 2007 – Take Cover
- 2009 – American Soldier
- 2011 – Dedicated to Chaos
- 2013 – Queensrÿche
- 2015 – Condition Hüman
- 2019 – The Verdict
- 2022 – Digital Noise Alliance

### EP
- 1983 – Queensrÿche

### Geoff Tate's version av Queensrÿche
- 2013 – Frequency Unknown